# Lubutu (territoire)
Le territoire de Lubutu est une entité administrative déconcentrée de la province du Maniema en république démocratique du Congo. La cité de Lubutu est le chef lieu du territoire portant le même nom.

## Géographie et environnement
Le Lubutu est une zone majoritairement forestière avec une végétation équatoriale dense, est traversée par plusieurs rivières, dont la rivière Lowa et possède un climat  équatorial humide, avec beaucoup de pluies et une végétation luxuriante.

## Subdivisions
Le territoire est constitué d'une commune et de deux secteurs :
| Subdivision | Statut  |
| ----------- | ------- |
| Lubutu      | Commune |
| Bitule      | Secteur |
| Obokote     | Secteur |

## Population
Il est habité en majorité par la population de la tribu Kumu parlant la langue Kumu. Cette population est à majorité agricole.

## Économie
Le site touristique reste la chute d'Otako dans la rivière portant le même nom, le parc de Maiko, la chute de Manguwe de la rivière Lubutu. la cité contient les rivières suivantes : Otako, Aluza, Ndeka, Ama Ntimono, Nyafanza, Lubulinga. La nourriture de base est le riz et les feuilles de manioc accompagné des viandes boucanées. Le Shi venant de Bukavu sont à majorité détenteur du commerce des articles et certains biens manufacturés. Les intellectuels sont rares car la majorité est en diaspora.